# Сатурн (премія, 2014)
40-а церемонія вручення нагород премії «Сатурн» за заслуги в царині кінофантастики, зокрема в галузі наукової фантастики, фентезі та жахів за 2013 рік відбулася 26 червня 2014 року у місті Бербанк (США). Номінанти були оголошені 26 лютого 2014 року.

## Список лауреатів і номінантів
Лауреати вказані першими, виділені жирним шрифтом і окремим кольором.

### Ігрове кіно
| Категорія                                          | Лауреати і номінанти                                                                         |
| -------------------------------------------------- | -------------------------------------------------------------------------------------------- |
| Найкращий науково-фантастичний фільм               | • Гравітація / Gravity                                                                       |
| Найкращий науково-фантастичний фільм               | • Гра Ендера / Ender's Game                                                                  |
| Найкращий науково-фантастичний фільм               | • Голодні ігри: У вогні / The Hunger Games: Catching Fire                                    |
| Найкращий науково-фантастичний фільм               | • Тихоокеанський рубіж / Pacific Rim                                                         |
| Найкращий науково-фантастичний фільм               | • Ріддік / Riddick                                                                           |
| Найкращий науково-фантастичний фільм               | • Стартрек: Відплата / Star Trek Into Darkness                                               |
| Найкращий фентезійний фільм                        | • Вона / Her                                                                                 |
| Найкращий фентезійний фільм                        | • Коханий з майбутнього / About Time                                                         |
| Найкращий фентезійний фільм                        | • Хоббіт: Пустка Смога / The Hobbit: The Desolation of Smaug                                 |
| Найкращий фентезійний фільм                        | • Джек — вбивця велетнів / Jack the Giant Slayer                                             |
| Найкращий фентезійний фільм                        | • Оз: Великий та Могутній / Oz the Great and Powerful                                        |
| Найкращий фентезійний фільм                        | • Таємне життя Волтера Мітті / The Secret Life of Walter Mitty                               |
| Найкращий фільм жахів                              | • Закляття / The Conjuring                                                                   |
| Найкращий фільм жахів                              | • Керрі / Carrie                                                                             |
| Найкращий фільм жахів                              | • Мама / Mama                                                                                |
| Найкращий фільм жахів                              | • Чистка / The Purge                                                                         |
| Найкращий фільм жахів                              | • Кінець світу / This Is the End                                                             |
| Найкращий фільм жахів                              | • Тепло наших тіл / Warm Bodies                                                              |
| Найкращий триллер                                  | • Всесвітня війна Z / World War Z                                                            |
| Найкращий триллер                                  | • Виклик / The Call                                                                          |
| Найкращий триллер                                  | • Схід / The East                                                                            |
| Найкращий триллер                                  | • Ілюзія обману / Now You See Me                                                             |
| Найкращий триллер                                  | • Місце під соснами / The Place Beyond the Pines                                             |
| Найкращий триллер                                  | • Полонянки / Prisoners                                                                      |
| Найкращий екшн або пригодницький фільм             | • Форсаж 6 / Fast & Furious 6                                                                |
| Найкращий екшн або пригодницький фільм             | • Книжкова злодійка / The Book Thief                                                         |
| Найкращий екшн або пригодницький фільм             | • Джек Раян: Теорія хаосу / Jack Ryan: Shadow Recruit                                        |
| Найкращий екшн або пригодницький фільм             | • Самотній Рейнджер / The Lone Ranger                                                        |
| Найкращий екшн або пригодницький фільм             | • Вцілілий / Lone Survivor                                                                   |
| Найкращий екшн або пригодницький фільм             | • Гонка / Rush                                                                               |
| Найкращий фільм, заснований на коміксах            | • Залізна людина 3 / Iron Man 3                                                              |
| Найкращий фільм, заснований на коміксах            | • Людина зі сталі / Man of Steel                                                             |
| Найкращий фільм, заснований на коміксах            | • Тор 2: Царство темряви / Thor: The Dark World                                              |
| Найкращий фільм, заснований на коміксах            | • Росомаха / The Wolverine                                                                   |
| Найкращий повнометражний анімаційний фільм         | • Крижане серце / Frozen                                                                     |
| Найкращий повнометражний анімаційний фільм         | • Нікчемний Я 2 / Despicable Me 2                                                            |
| Найкращий повнометражний анімаційний фільм         | • Зі схилів Кокуріко / コクリコ坂から (From Up on Poppy Hill)                                |
| Найкращий повнометражний анімаційний фільм         | • Університет монстрів / Monsters University                                                 |
| Найкращий міжнародний фільм                        | • Дуже погані хлопці (Ізраїль)                                                               |
| Найкращий міжнародний фільм                        | • Білосніжка (Іспанія)                                                                       |
| Найкращий міжнародний фільм                        | • Заручники (Данія)                                                                          |
| Найкращий міжнародний фільм                        | • Як я тепер кохаю / How I Live Now (Велика Британія)                                        |
| Найкращий міжнародний фільм                        | • Стокер / Stoker (Велика Британія, США)                                                     |
| Найкращий міжнародний фільм                        | • Кінець світу / The World's End (Велика Британія, США, Японія)                              |
| Найкращий незалежний фільм (Best independent film) | • 12 років рабства / 12 Years a Slave                                                        |
| Найкращий незалежний фільм (Best independent film) | • Великі сподівання / Great Expectations                                                     |
| Найкращий незалежний фільм (Best independent film) | • Всередині Люїна Дейвіса / Inside Llewyn Davis                                              |
| Найкращий незалежний фільм (Best independent film) | • Невидима жінка / The Invisible Woman                                                       |
| Найкращий незалежний фільм (Best independent film) | • Поза ніччю / Out of the Furnace                                                            |
| Найкращий незалежний фільм (Best independent film) | • Паралельні світи / Upside Down                                                             |
| Найкращий кіноактор                                | • Роберт Дауні мол. — «Залізна людина 3» (за роль Тоні Старка / Залізної людини)             |
| Найкращий кіноактор                                | • Оскар Айзек — «Всередині Люїна Дейвіса» (за роль Л'юіна Девіса)                            |
| Найкращий кіноактор                                | • Саймон Пегг — «Кінець світу» (за роль Гері Кінга)                                          |
| Найкращий кіноактор                                | • Хоакін Фенікс — «Вона» (за роль Теодора Туомблі)                                           |
| Найкращий кіноактор                                | • Бред Пітт — «Всесвітня війна Z» (за роль Джерри Лэйна)                                     |
| Найкращий кіноактор                                | • Бен Стіллер — «Таємне життя Волтера Мітті» (за роль Волтера Мітті)                         |
| Найкраща кіноакторка                               | • Сандра Буллок — «Гравітація» (за роль Раян Стоун)                                          |
| Найкраща кіноакторка                               | • Геллі Беррі — «Виклик» (за роль Джордан Тернер)                                            |
| Найкраща кіноакторка                               | • Мартіна Гедек — «Стіна» (за роль жінки)                                                    |
| Найкраща кіноакторка                               | • Дженніфер Лоренс — «Голодні ігри: У вогні» (за роль Катнісс Евердін)                       |
| Найкраща кіноакторка                               | • Емма Томпсон — «Порятунок містера Бенкса» (за роль Памели Ліндон Треверс)                  |
| Найкраща кіноакторка                               | • Міа Васіковська — «Стокер» (за роль Індії Стокер)                                          |
| Найкращий кіноактор другого плану                  | • Бен Кінгслі — «Залізна людина 3» (за роль Тревора Слеттері / Мандарина)                    |
| Найкращий кіноактор другого плану                  | • Даніель Брюль — «Гонка» (за роль Ніки Лауди)                                               |
| Найкращий кіноактор другого плану                  | • Джордж Клуні — «Гравітація» (за роль Метта Ковальскі)                                      |
| Найкращий кіноактор другого плану                  | • Бенедикт Камбербетч — «Стартрек: Відплата» (за роль Джона Гаррісона / Хана Нуньєна Сінгха) |
| Найкращий кіноактор другого плану                  | • Гаррісон Форд — «Гра Ендера» (за роль полковника Граффа)                                   |
| Найкращий кіноактор другого плану                  | • Том Гіддлстон — «Тор 2: Царство темряви» (за роль Локі)                                    |
| Найкращий кіноактор другого плану                  | • Білл Наї — «Коханий з майбутнього» (за роль тата)                                          |
| Найкраща жіноча роль другого плану                 | • Скарлетт Йоганссон — «Вона» (за голос операційної системи «Саманта»)                       |
| Найкраща жіноча роль другого плану                 | • Ніколь Кідман — «Стокер» (за роль Евелін Стокер)                                           |
| Найкраща жіноча роль другого плану                 | • Мелісса Лео — «Полонянки» (за роль Голлі Джонс)                                            |
| Найкраща жіноча роль другого плану                 | • Еванджелін Ліллі — «Хоббіт: Пустка Смога» (за роль Таурієль)                               |
| Найкраща жіноча роль другого плану                 | • Джена Мелоун — «Голодні ігри: У вогні» (за роль Джоанни Мейсон)                            |
| Найкраща жіноча роль другого плану                 | • Емілі Вотсон — «Книжкова злодійка» (за роль Рози Губерманн)                                |
| Найкращий молодий актор чи акторка                 | • Хлоя Морец — «Керрі» (за роль Керрі Вайт)                                                  |
| Найкращий молодий актор чи акторка                 | • Ейса Баттерфілд — «Гра Ендера» (за роль Ендера Віггіна)                                    |
| Найкращий молодий актор чи акторка                 | • Софі Нелісс — «Книжкова злодійка» (за роль Лізель Мемінгер)                                |
| Найкращий молодий актор чи акторка                 | • Сірша Ронан — «Як я тепер кохаю» (за роль Дійзі)                                           |
| Найкращий молодий актор чи акторка                 | • Тай Сімпкінс — «Залізна людина 3» (за роль Харлі Кінера)                                   |
| Найкращий молодий актор чи акторка                 | • Ділан Спрейберрі — «Людина зі сталі» (за роль Кларка Кента в 13-річному віці)              |
| Найкращий режисер                                  | • Альфонсо Куарон за фільм «Гравітація»                                                      |
| Найкращий режисер                                  | • Джей Джей Абрамс — «Стартрек: Відплата»                                                    |
| Найкращий режисер                                  | • Пітер Берг — «Вцілілий»                                                                    |
| Найкращий режисер                                  | • Пітер Джексон — «Хоббіт: Пустка Смога»                                                     |
| Найкращий режисер                                  | • Френсіс Лоуренс — «Голодні ігри: У вогні»                                                  |
| Найкращий режисер                                  | • Гільєрмо дель Торо — «Тихоокеанський рубіж»                                                |
| Найкращий сценарій                                 | • Спайк Джонз — «Вона»                                                                       |
| Найкращий сценарій                                 | • Френ Волш, Філіппа Бойєнс, Пітер Джексон, Гільєрмо дель Торо — «Хоббіт: Пустка Смога»      |
| Найкращий сценарій                                 | • Джоел Коен та Ітан Коен — «Всередині Люїна Дейвіса»                                        |
| Найкращий сценарій                                 | • Альфонсо Куарон і Хонас Куарон — «Гравітація»                                              |
| Найкращий сценарій                                 | • Дженніфер Лі — «Крижане серце»                                                             |
| Найкращий сценарій                                 | • Едгар Райт та Саймон Пегг — «Кінець світу»                                                 |
| Найкраща музика                                    | • Хаїм Френк Ільфман — «Дуже погані хлопці»                                                  |
| Найкраща музика                                    | • Денні Ельфман — «Оз: Великий та Могутній»                                                  |
| Найкраща музика                                    | • Говард Шор — «Хоббіт: Пустка Смога»                                                        |
| Найкраща музика                                    | • Браян Тайлер — «Залізна людина 3»                                                          |
| Найкраща музика                                    | • Браян Тайлер — «Ілюзія обману»                                                             |
| Найкраща музика                                    | • Джон Вільямс — «Книжкова злодійка»                                                         |
| Найкращий монтаж                                   | • Альфонсо Куарон и Марк Сенгер — «Гравітація»                                               |
| Найкращий монтаж                                   | • Пітер Амундсон и Джон Гілрой — «Тихоокеанський рубіж»                                      |
| Найкращий монтаж                                   | • Алан Едвард Белл — «Голодні ігри: У вогні»                                                 |
| Найкращий монтаж                                   | • Марк Дей — «Коханий з майбутнього»                                                         |
| Найкращий монтаж                                   | • Деніель П. Хенлі та Майк Хілл — «Гонка»                                                    |
| Найкращий монтаж                                   | • Крістіан Вагнер, Келлі Мацумото та Далан Гайсміт — «Форсаж 6»                              |
| Найкращі костюми                                   | • Тріш Саммервілл — «Голодні ігри: У вогні»                                                  |
| Найкращі костюми                                   | • Гері Джонс — «Оз: Великий та Могутній»                                                     |
| Найкращі костюми                                   | • Майкл Каплан — «Стартрек: Відплата»                                                        |
| Найкращі костюми                                   | • Венді Партрідж — «Тор 2: Царство темряви»                                                  |
| Найкращі костюми                                   | • Беатрікс Аруна Пажтор — «Великі сподівання»                                                |
| Найкращі костюми                                   | • Пенні Роуз — «47 Ронін»                                                                    |
| Найкраща робота художника-постановника             | • Ден Хенна — «Хоббіт: Пустка Смога»                                                         |
| Найкраща робота художника-постановника             | • Філіп Мессіна — «Голодні ігри: У вогні»                                                    |
| Найкраща робота художника-постановника             | • Ендрю Нескоромни та Керол Спаєр — «Тихоокеанський рубіж»                                   |
| Найкраща робота художника-постановника             | • Енді Ніколсон — «Гравітація»                                                               |
| Найкраща робота художника-постановника             | • Ян Рулфс — «47 Ронін»                                                                      |
| Найкраща робота художника-постановника             | • Роберт Стромберг — «Оз: Великий та Могутній»                                               |
| Найкращий грим                                     | • Дональд Моует — «Полонянки»                                                                |
| Найкращий грим                                     | • Патрік Бакстер, Джейн О'Кейн, Роджер Мюррей — «Зловісні мерці»                             |
| Найкращий грим                                     | • Рік Фіндлейтер, Річард Тейлор, Пітер Кінг — «Хоббіт: Пустка Смога»                         |
| Найкращий грим                                     | • Говард Бергер, Джеймі Келман, Пітер Монтагна — «Вцілілий»                                  |
| Найкращий грим                                     | • Фей Хаммонд, Марк Кульєр, Кірстін Чалмерс — «Гонка»                                        |
| Найкращий грим                                     | • Карен Коен, Дівід Вайт, Елізабет Янні-Георгіу — «Тор 2: Царство темряви»                   |
| Найкращі спецефекти                                | • Тім Веббер, Кріс Лоуренс, Дейв Ширк та Ніл Корбоулд — «Гравітація»                         |
| Найкращі спецефекти                                | • Джо Леттері, Ерік Сейндон, Девід Клейтон, Ерік Рейнольдс — «Хоббіт: Пустка Смога»          |
| Найкращі спецефекти                                | • Джо Леттері, Джон Десярдін, Ден Леммон — «Людина зі сталі»                                 |
| Найкращі спецефекти                                | • Джон Нолл, Джеймс Е. Прайс, Клей Пінні, Рокко Ларізза — «Тихоокеанський рубіж»             |
| Найкращі спецефекти                                | • Роджер Гаєтт, Патрік Табач, Бен Гроссман, Берт Далтон — «Стартрек: Відплата»               |
| Найкращі спецефекти                                | • Джейк Моррісон, Пол Корбоулд, Марк Брекспір — «Тор 2: Царство темряви»                     |

### Телевізійні категорії
| Категорія                                                                      | Лауреати і номінанти                                                              |
| ------------------------------------------------------------------------------ | --------------------------------------------------------------------------------- |
| Найкращий телесеріал, телесеріал, зроблений для телетрансляції                 | • Ганнібал / Hannibal                                                             |
| Найкращий телесеріал, телесеріал, зроблений для телетрансляції                 | • Революція / Revolution                                                          |
| Найкращий телесеріал, телесеріал, зроблений для телетрансляції                 | • Агенти Щ.И.Т. / Agents of S.H.I.E.L.D.                                          |
| Найкращий телесеріал, телесеріал, зроблений для телетрансляції                 | • Чорний список / The Blacklist                                                   |
| Найкращий телесеріал, телесеріал, зроблений для телетрансляції                 | • Послідовники / The Following                                                    |
| Найкращий телесеріал, телесеріал, зроблений для телетрансляції                 | • Сонна лощина / Sleepy Hollow                                                    |
| Найкращий телесеріал, телесеріал, зроблений для телетрансляції                 | • Під куполом / Under the Dome                                                    |
| Найкращий телесеріал, зроблений для кабельного телебачення                     | • Ходячі мерці / The Walking Dead                                                 |
| Найкращий телесеріал, зроблений для кабельного телебачення                     | • Американська історія жаху: Шабаш / American Horror Story: Coven                 |
| Найкращий телесеріал, зроблений для кабельного телебачення                     | • Американці / The Americans                                                      |
| Найкращий телесеріал, зроблений для кабельного телебачення                     | • Континуум / Continuum                                                           |
| Найкращий телесеріал, зроблений для кабельного телебачення                     | • Декстер / Dexter                                                                |
| Найкращий телесеріал, зроблений для кабельного телебачення                     | • Гейвен / Haven                                                                  |
| Найкращий телесеріал, орієнтований на молодь                                   | • Вовченя / Teen Wolf                                                             |
| Найкращий телесеріал, орієнтований на молодь                                   | • Стріла / Arrow                                                                  |
| Найкращий телесеріал, орієнтований на молодь                                   | • Маленькі брехуни / Pretty Little Liars                                          |
| Найкращий телесеріал, орієнтований на молодь                                   | • Надприродне / Supernatural                                                      |
| Найкращий телесеріал, орієнтований на молодь                                   | • Люди майбутнього / The Tomorrow People                                          |
| Найкращий телесеріал, орієнтований на молодь                                   | • Щоденники вампіра / The Vampire Diaries                                         |
| Найкраща телепостановка (Best Television Presentation of a Limited Run Series) | • Пуститися берега / Breaking Bad                                                 |
| Найкраща телепостановка (Best Television Presentation of a Limited Run Series) | • Мотель Бейтсів / Bates Motel                                                    |
| Найкраща телепостановка (Best Television Presentation of a Limited Run Series) | • Чорні вітрила / Black Sails                                                     |
| Найкраща телепостановка (Best Television Presentation of a Limited Run Series) | • Коли падають небеса / Falling Skies                                             |
| Найкраща телепостановка (Best Television Presentation of a Limited Run Series) | • Гра престолів / Game of Thrones                                                 |
| Найкраща телепостановка (Best Television Presentation of a Limited Run Series) | • Вікінги / Vikings                                                               |
| Найкращий телеактор                                                            | • Мадс Міккельсен — «Ганнібал» (за роль д-ра Ганнібала Лектера)                   |
| Найкращий телеактор                                                            | • Кевін Бейкон — «Послідовники» (за роль Раяна Харды)                             |
| Найкращий телеактор                                                            | • Браян Кренстон — «Пуститися берега» (за роль Волтера Вайта)                     |
| Найкращий телеактор                                                            | • Г'ю Денсі — «Ганнібал» (за роль Вілла Грема)                                    |
| Найкращий телеактор                                                            | • Фредді Гаймор — «Мотель Бейтсів» (за роль Нормана Бейтса)                       |
| Найкращий телеактор                                                            | • Джеймс Спейдер — «Чорний список» (за роль Реймонда «Реда» Реддінгтона)          |
| Найкращий телеактор                                                            | • Ноа Вайлі — «Коли падають небеса» (за роль Тома Мейсона)                        |
| Найкраща телеакторка                                                           | • Віра Фарміґа — «Мотель Бейтсів» (за роль Норми Луїз Бейтс)                      |
| Найкраща телеакторка                                                           | • Дженніфер Карпентер — «Декстер» (за роль Дебри Морган)                          |
| Найкраща телеакторка                                                           | • Анна Ганн — «Пуститися берега» (за роль Скайлер Вайт)                           |
| Найкраща телеакторка                                                           | • Джессіка Ленг — «Американська історія жаху: Шабаш» (за роль Фіони Гуд)          |
| Найкраща телеакторка                                                           | • Рейчел Ніколс — «Континуум» (за роль Кіри Кемерон)                              |
| Найкраща телеакторка                                                           | • Кері Расселл — «Американці» (за роль Елізабет Дженнінґс)                        |
| Найкращий телеактор другого плану                                              | • Аарон Пол — «Пуститися берега» (за роль Джессі Пінкмана)                        |
| Найкращий телеактор другого плану                                              | • Ніколай Костер-Валдау — «Гра престолів» (за роль Джейме Ланністера)             |
| Найкращий телеактор другого плану                                              | • Ерік Кнудсен — «Континуум» (за роль Алека Садлера)                              |
| Найкращий телеактор другого плану                                              | • Девід Лайонс — «Революція» (за роль Себастьяна «Басса» Монро)                   |
| Найкращий телеактор другого плану                                              | • Дін Норріс — «Під куполом» (за роль Джеймса «Великого Джима» Ренні)             |
| Найкращий телеактор другого плану                                              | • Джеймс Пюрфой — «Послідовники» (за роль Джо Керролла)                           |
| Найкраща телеакторка другого плану                                             | • Мелісса Мак-Брайд — «Ходячі мерці» (за роль Керол Пелетьє)                      |
| Найкраща телеакторка другого плану                                             | • Кеті Бейтс — «Американська історія жаху: Шабаш» (за роль мадам Дельфіни ЛаЛори) |
| Найкраща телеакторка другого плану                                             | • Сара Картер — «Коли падають небеса» (за роль Маргарет)                          |
| Найкраща телеакторка другого плану                                             | • Гвендолін Крісті — «Гра престолів» (за роль Брієнни Тарт)                       |
| Найкраща телеакторка другого плану                                             | • Мішель Фейрлі — «Гра престолів» (за роль Кейтілін Старк)                        |
| Найкраща телеакторка другого плану                                             | • Елізабет Мітчелл — «Революція» (за роль Рейчел Метісон)                         |
| Найкраща гостьова роль в телесеріалі                                           | • Роберт Форстер — «Пуститися берега» (за роль Еда)                               |
| Найкраща гостьова роль в телесеріалі                                           | • Стівен Коллінз — «Коли падають небеса» (за роль президента Хетеуея)             |
| Найкраща гостьова роль в телесеріалі                                           | • Денні Г'юстон — «Американська історія жаху: Шабаш» (за роль Дроворуба)          |
| Найкраща гостьова роль в телесеріалі                                           | • Девід Морріссі — «Ходячі мерці» (за роль «Губернатора»)                         |
| Найкраща гостьова роль в телесеріалі                                           | • Шарлотта Ремплінг — «Декстер» (за роль д-ра Евелін Фогель)                      |
| Найкраща гостьова роль в телесеріалі                                           | • Джина Торрес — «Ганнібал» (за роль Белли Кроуфорд)                              |
| Найкраще виконання ролі молодим актором або акторкою в телесеріалі             | • Чендлер Ріггз — «Ходячі мерці» (за роль Карла Граймса)                          |
| Найкраще виконання ролі молодим актором або акторкою в телесеріалі             | • Колін Форд — «Під куполом» (за роль Джо Макалістера)                            |
| Найкраще виконання ролі молодим актором або акторкою в телесеріалі             | • Джаред Гілмор — «Якось у казці» (за роль Генрі Міллза)                          |
| Найкраще виконання ролі молодим актором або акторкою в телесеріалі             | • Джек Глісон — «Гра престолів» (за роль Джоффрі Баратеона)                       |
| Найкраще виконання ролі молодим актором або акторкою в телесеріалі             | • Коннор Джессуп — «Коли падають небеса» (за роль Бена Мейсона)                   |
| Найкраще виконання ролі молодим актором або акторкою в телесеріалі             | • Маккензі Лінтц — «Під куполом» (за роль Норрі Келверт-Гілл)                     |

### Home Entertainment
| Категорія                              | Лауреати і номінанти                                                                                       |
| -------------------------------------- | --- |
| Найкраще DVD-видання фільму            | • Мегапавук / Big Ass Spider!                                                                              |
| Найкраще DVD-видання фільму            | • Мільйон для чайників / The Brass Teapot                                                                  |
| Найкраще DVD-видання фільму            | • Прокляття Чакі / Curse of Chucky                                                                         |
| Найкраще DVD-видання фільму            | • Невдала ніч                                                                                              |
| Найкраще DVD-видання фільму            | • Соломон Кейн / Solomon Kane                                                                              |
| Найкраще DVD-видання фільму            | • Між / Twixt                                                                                              |
| Найкраще DVD-видання фільму            | • Тобі кінець! / You're Next                                                                               |
| Найкраща DVD-збірка                    | • Chucky: The Complete Collection (Чакі: Повна колекція)                                                   |
| Найкраща DVD-збірка                    | • The Bowery Boys Collection: Volumes 2 and 3                                                              |
| Найкраща DVD-збірка                    | • Friday the 13th: The Complete Collection (П'ятниця, 13-е: Повна колекція)                                |
| Найкраща DVD-збірка                    | • James Dean Ultimate Collector's Edition                                                                  |
| Найкраща DVD-збірка                    | • Mad Max Trilogy (Божевільний Макс: Трилогія)                                                             |
| Найкраща DVD-збірка                    | • Zatoichi: The Blind Swordsman / Дзатоіті: Сліпій фехтувальник (Criterion Collection)                     |
| Найкраще DVD-видання класичного фільму | • Геловін / Halloween (35th Anniversary Edition) (1978)                                                    |
| Найкраще DVD-видання класичного фільму | • Фантастична подорож / Fantastic Voyage (1966)                                                            |
| Найкраще DVD-видання класичного фільму | • Будинок з привидами / The Haunting (1963)                                                                |
| Найкраще DVD-видання класичного фільму | • Будинок воскових фігур / House of Wax (1953)                                                             |
| Найкраще DVD-видання класичного фільму | • Носферату. Симфонія жаху / Nosferatu (1922)                                                              |
| Найкраще DVD-видання класичного фільму | • Плетена людина / The Wicker Man (1973)                                                                   |
| Найкраще DVD-видання телесеріалу       | • Зоряний шлях: Наступне покоління (3-й, 4-й, 5-й сезони) / Star Trek: The Next Generation: Season 3, 4, 5 |
| Найкраще DVD-видання телесеріалу       | • Пригоди Супербоя (повний 3-й сезон) / The Adventures of Superboy: The Complete Third Season              |
| Найкраще DVD-видання телесеріалу       | • Пошук / Search: The Complete Series                                                                      |
| Найкраще DVD-видання телесеріалу       | • Під куполом (перший сезон) / Under the Dome: Season One                                                  |
| Найкраще DVD-видання телесеріалу       | • Ходячі мерці (повний 3-й сезон) / The Walking Dead: The Complete Third Season                            |
| Найкраще DVD-видання телесеріалу       | • Біла королева (перший сезон) / The White Queen: Season One                                               |

## Спеціальні нагороди
| Нагорода                                                | Лауреати | Лауреати                           |
| ------------------------------------------------------- | -------- | ---------------------------------- |
| The Dan Curtis Legacy Award                             |          | • Браян Фуллер                     |
| Нагорода за досягнення в кар'єрі (Life Career Award)    |          | • Малкольм Макдавелл               |
| Нагорода імені Джорджа Пала (George Pal Memorial Award) |          | • Ґрегорі Нікотеро                 |
| Special Recognition Award                               |          | • Марк Кашман (англ. Marc Cushman) |